# Xanthorhoe elusa
Xanthorhoe elusa är en fjärilsart som beskrevs av Louis Beethoven Prout 1939. Xanthorhoe elusa ingår i släktet Xanthorhoe och familjen mätare. Inga underarter finns listade i Catalogue of Life.